# Siège de Malmö
 (mai 2013).
Si vous disposez d'ouvrages ou d'articles de référence ou si vous connaissez des sites web de qualité traitant du thème abordé ici, merci de compléter l'article en donnant les références utiles à sa vérifiabilité et en les liant à la section « Notes et références ».
Guerre de Scanie
Batailles
- Fehrbellin
- Jasmund
- Öland
- Halmstad
- Lund
- Fehmarn
- Malmö
- Køge
- Landskrona
- Marstrand
- Uddevalla
- Warksow
- Stralsund

Le siège de Malmö est livré du 10 juin au 5 juillet 1677 pendant la guerre de Scanie.

## Prélude
La ville fortifiée de Malmö étant la dernière ville suédoise à ne pas être tombée aux mains des Danois, celle-ci sert de base pour les opérations suédoises dans le sud-ouest de la Scanie durant les années 1676 et 1677. Pour gagner la guerre, le roi Christian V doit capturer Malmö. Le siège débute le 10 juin, lorsque la marine danoise mouille dans la rade nord de la ville et que l'armée danoise s'installe dans la plaine au sud de la ville. Les ingénieurs danois commencent rapidement à creuser des tranchées conduisant au château à l'ouest et aux portes est et sud du mur d'enceinte de la ville.
L'administration suédoise n'est pas certaine de la loyauté des citoyens de la ville, ceux-ci n'étant sous le contrôle de la Suède que depuis 1658. Mais des rapports de Kristianstad indiquant que le roi Christian V avait autorisé ses soldats à piller la ville durant trois heures après sa capture en août 1676 convainc les habitants que leur meilleure option est de soutenir les Suédois.

## L'assaut

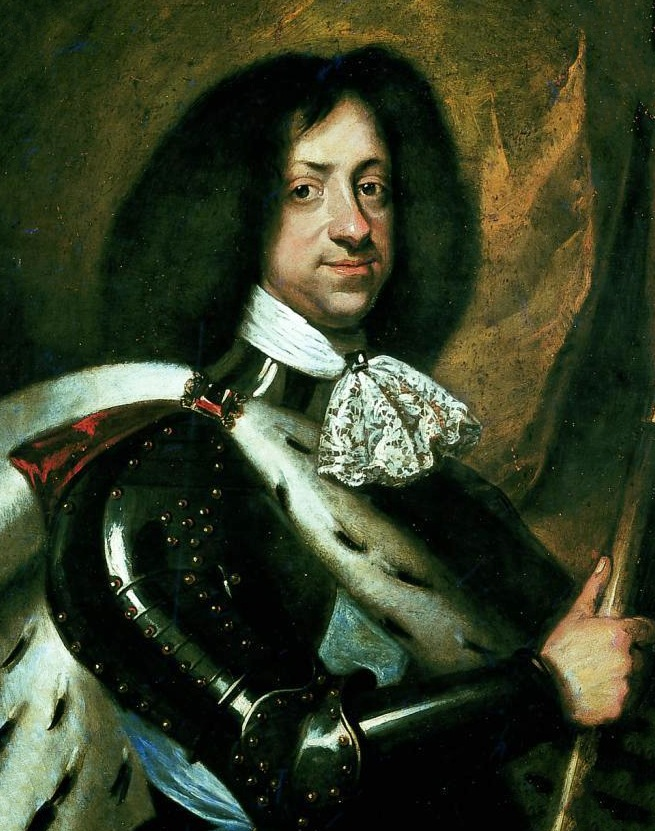
Christian V de Danemark par Karel van Mander.

Le bombardement devient plus intense dans la matinée du 25 et, à une heure du matin, l'assaut débute par une première attaque de diversion des Danois sur le château, suivie par deux attaques frontales sur la ville, l'une à la porte sud (Söderport) et l'autre à la porte est (Österport). Les Danois utilisent des fascines, des échelles et des pontons pour traverser les douves. Après un combat acharné, la garde danoise, commandée par Siegfried von Bibow, parvient à percer les défenses de la porte est. Cependant, tandis que les assaillants atteignent le haut du mur de la ville, l'artillerie danoise cesse de tirer, ce qui permet aux Suédois d'utiliser leurs canons. Ils mitraillent les troupes qui traversent les douves, leur infligent des pertes sensibles et bloquent leur progression, les empêchant ainsi de renforcer les hommes de von Bibow. Trop peu nombreux, ceux-ci sont submergés et anéantis par les soldats suédois et les habitants de la ville. Une nouvelle attaque de la porte est parvient une fois de plus à atteindre le sommet des remparts, mais elle ne va pas plus loin. Les attaques sur la porte sud échouent également, les Danois ne parvenant même pas à traverser les douves.

## Conséquences
Le 5 juillet, l'armée danoise lève le siège et se replie vers Landskrona, au nord. Les Danois ne perdent pas seulement l'initiative des opérations dans la guerre, mais également leurs meilleures troupes et certains de leurs commandants les plus capables. Il est parfois soutenu que la perte de ces officiers est l'une des principales raisons de la défaite danoise à Landskrona quelques semaines plus tard.

## Sources
- (en) Cet article est partiellement ou en totalité issu de l’article de Wikipédia en anglais intitulé « Siege of Malmö » (voir la liste des auteurs).